# Soucy (Yonne)
Soucy è un comune francese di 1 483 abitanti situato nel dipartimento della Yonne nella regione della Borgogna-Franca Contea.

## Società

### Evoluzione demografica
Abitanti censiti